# Gilbert Plains
Gilbert Plains es un municipio canadiense situado en la provincia de Manitoba.

## Superficie
Gilbert Plains tiene una superficie de 1050,15 km².

## Demografía
En 2021, tenía 1420 habitantes, una densidad poblacional de 1,4 hab./km², y 741 viviendas.